# Bothrophorella
Bothrophorella is een geslacht van wantsen uit de familie van de Miridae (Blindwantsen). Het geslacht werd voor het eerst wetenschappelijk beschreven door Odo Reuter in 1907.

## Soorten
Het genus bevat de volgende soorten:

- Bothrophorella nigra (Stål, 1860)
- Bothrophorella procurrens (Distant, 1893)